# Хейг, Александр
Алекса́ндр Мейгс Хейг-младший (англ. Alexander Meigs Haig, Jr.; 2 декабря 1924, Филадельфия — 20 февраля 2010, Балтимор) — американский государственный, военный деятель и дипломат. Глава администрации Белого дома при президентах Ричарде Никсоне и Джеральде Форде.

## Биография

### Начало жизни
Родился 2 декабря 1924 года в пригороде Филадельфии Бала-Цинвуд в семье Александра Мейгса и Регины Энн Хейг. Учился в приходской школе святого Матфея в Бала-Цинвуд, а затем в католической школе святого Иосифа в Филадельфии и школе Lower Merion High School, которую окончил в 1942 году. Отец Александра умер, когда мальчику было десять лет. Учился в университете Нотр-Дам, но после одного года перевёлся в 1944 году в военную академию Вест-Пойнт. В 1947 году окончил Вест-Пойнт 217-м по успеваемости из 310.
Служил в Канзасе, затем в Кентукки и Японии. В мае 1950 года женился на Патрисии Антуанетте Фокс, дочери генерала Алонзо Фокса. У них родилось трое детей.

### Корейская война
В Японии служил административным помощником начальника штаба генерала Дугласа Макартура во время Корейской войны. Составлял карту операций и каждый вечер докладывал Макартуру о происшедшем за день. Затем был адъютантом командующего X корпусом. В конце 1950 г. был произведён в капитаны. Принимал участие в высадке в Инчхоне, сражении при Чосинском водохранилище и эвакуации Хыннама. За время службы в Корее получил медали — две Серебряные звезды и одну Бронзовую звезду.

### Продолжение службы
После заболевания гепатитом был назначен в бронетанковую часть в Форт-Нокс. После завершения продвинутого курса обучения преподавал в Вест-Пойнте, а затем в 1954—1955 годах учился в школе бизнеса Колумбийского университета. Служил в Западной Германии, был произведён в майоры в 1957 году. В 1958—1959 годах служил в штабе USAEUR (Армии США в Европе). После этого год (1959—1960) учился в Военно-морском колледже и год изучал международные отношения в Джорджтаунском университете. Был произведён в подполковники в 1962 году.
С 1962 по 1964 служил в штабах. С 1964 — помощник заместителя министра обороны США Сайруса Вэнса. Работая над рядом важных политических вопросов, касавшихся Берлина, интервенции в Доминиканской республике и на Кубе, успешно разрешал межведомственные столкновения и дипломатические кризисы.
В 1966—1967 годах принимал участие во Вьетнамской войне, командуя сначала батальоном, а затем бригадой в 1-й пехотной дивизии. Был награждён крестом «За выдающиеся заслуги», второй по значимости военной наградой США.
После повышения до полковника Хейг в 1969 вернулся в Вашингтон в качестве главного военного помощника советника по национальной безопасности Генри Киссинджера. Будучи неоценимым «начальником штаба» Киссинджера, начал работать прямо с Белым домом в должности заместителя советника по нацбезопасности в 1970 году. Был произведён в бригадные генералы, а затем в генерал-майоры, Хейг участвовал в организации поездки Никсона в Китай и переговорах о мире во Вьетнаме.
Хейг приобрёл неоднозначную известность, когда президент Никсон повысил его до четырёхзвездного генерала и заместителя председателя комитета начальника штабов вперёд 240 более старших офицеров. Однако вскоре Хейг вернулся в Белый дом, где занимал пост специального помощника президента в 1973—1974. Во время Уотергейтского скандала Хейг сыграл важную роль в переговорах, приведших к отставке Никсона в августе 1974 и вступлению в должность президента Джеральда Форда. Ему также ставят в заслугу[кто?] успешную работу правительства в период, когда Никсон был полностью поглощён Уотергейтским скандалом.

### Командующий силами США в Европе

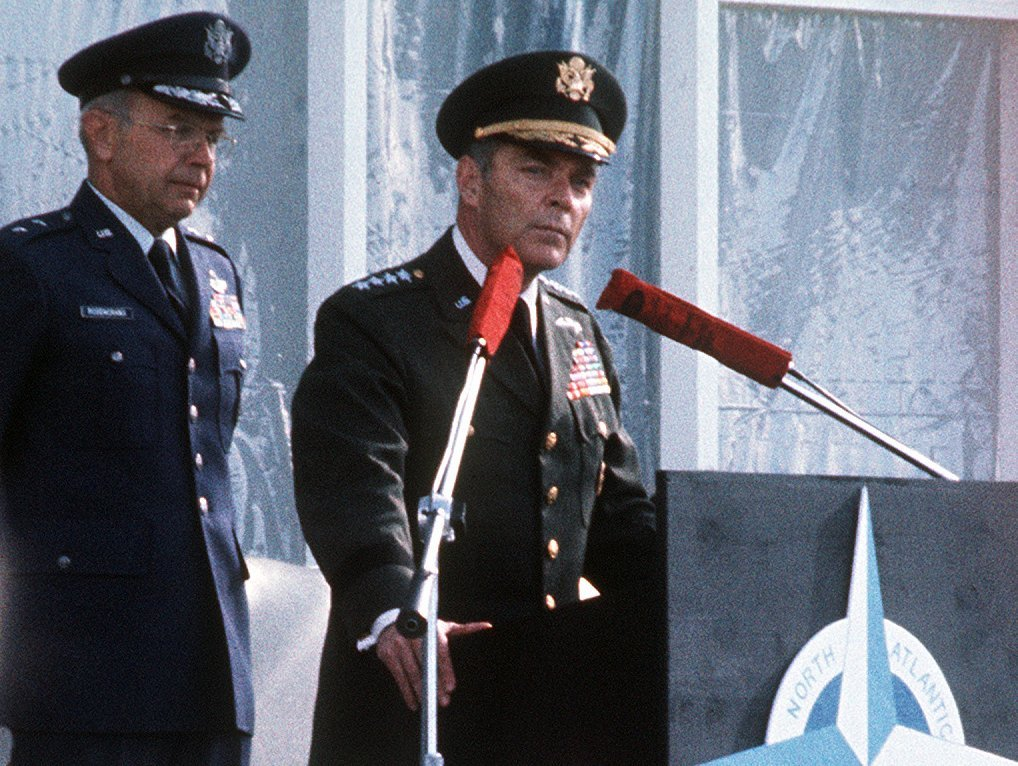
Александр Хейг, 1977 год

Вскоре Александр Хейг был назначен главнокомандующим Европейского командования армии США и верховным командующим силами НАТО и занимал этот пост до 1979 года. 25 июня в Монсе на него была совершена неудачная попытка покушения. Когда он проезжал по мосту, под последним взорвалась заложенная бомба, однако взрыв произошёл на мгновение позже, чем было нужно, и Хейг не пострадал. Были ранены трое его охранников, ехавшие в следующей за ним машине. Атаку приписывали Фракции Красной армии. В 1993 году немецкий суд приговорил Рольфа Клеменса Вагнера (Rolf Clemens Wagner) к пожизненному заключению за покушение на Хейга.
В 1976 году генерал Хейг выступил с инициативой создания военно-политического блока САТО — «южного отражения НАТО» — однако проект не был реализован.
В 1979 году уволился из армии. Занимал пост исполнительного директора компании United Technologies.

### Государственный секретарь
В январе 1981 года был назначен президентом Рональдом Рейганом государственным секретарём. Из-за своей очень жёсткой «ястребиной» позиции входил в разногласие с более умеренным министром обороны Каспаром Уайнбергером. После покушения на Рейгана и его госпитализации сделал громкое заявление о том, что «контролирует ситуацию», хотя, согласно закону, исполнять обязанности президента должен был вице-президент, которым тогда был Джордж Буш. Во время Фолклендской войны Хейг без особых успехов пытался выступить посредником между Британией и Аргентиной. В начале 1982 года занял двусмысленную позицию по ближневосточному вопросу, официально предостерегая Израиль от начала войны с Ливаном, однако фактически дал «зелёный свет» этому конфликту. Предлагал сделать в Европе «предупредительный ядерный выстрел». Также, будучи на посту госсекретаря, Хейг заявил, что «есть вещи поважнее, чем мир».
Спустя полтора года после назначения 25 июня 1982 года Александр Хейг был отправлен в отставку. Его сменил более прагматичный и более успешный Джордж Шульц.

### Последние годы жизни
В 1988 году Хейг пытался добиться выдвижения в кандидаты на президентские выборы от республиканцев, соперничая с Джорджем Бушем-старшим.
25 сентября 2007 года вместе с несколькими другими госсекретарями США в отставке подписал письмо, призывающее Конгресс США не принимать резолюцию 106 о геноциде армян.
Хейг являлся действительным членом Американского комитета за мир в Чечне.
Умер в 2010 году.

## Книги
- Caveat: Realism, Reagan, and Foreign Policy. 1984.
  - Предостережение : реализм, Рейган и внешняя политика. / Пер. с англ. — М. : Прогресс, 1985. — 406, [1] с. — Рассылается по специальному списку.
- Inner Circles: How America Changed The World. 1992.